# Trevor May
Trevor May (né le 23 septembre 1989 à Longview, Washington, États-Unis) est un lanceur droitier des Ligues majeures de baseball jouant avec les Mets de New York.

## Carrière
Joueur à l'école secondaire de Kelso dans l'État de Washington, Trevor May est repêché au 4e tour de sélection par les Phillies de Philadelphie en 2008. En 2011, les Phillies lui remettent le prix Paul Owens du meilleur lanceur de la franchise parmi leurs clubs-écoles des ligues mineures. Avant le début de la saison de baseball 2012, May est considéré par le réputé Baseball America comme joueur le plus prometteur de l'organisation des Phillies, et il apparaît au 69e rang de leur liste annuelle des 100 meilleurs joueurs d'avenir.
Le 6 décembre 2012, les Phillies échangent May, toujours joueur des ligues mineures, et le lanceur droitier Vance Worley aux Twins du Minnesota en retour du voltigeur Ben Revere.
Il est sélectionné pour représenter les Twins au match des étoiles du futur, qui a justement lieu en 2014 à Minneapolis, mais il doit se désister à la suite d'une blessure au mollet droit.
Trevor May fait ses débuts dans le baseball majeur avec Minnesota le 9 août 2014. Opposé à la meilleure équipe de la ligue, les A's d'Oakland, May connaît un baptême particulièrement pénible : le lanceur partant des Twins encaisse la défaite après un départ d'à peine deux manches lancées, au cours desquelles il donne 3 coups sûrs, 4 points mérités et 7 buts-sur-balles. Il remporte sa première victoire dans les majeures le 3 septembre 2014 sur les White Sox de Chicago.